# Ley PROMESA
La Ley de Supervisión, Administración y Estabilidad Económica de Puerto Rico (en inglés: Puerto Rico Oversight, Management, and Economic Stability Act), comúnmente conocido como la ley PROMESA según las iniciales de la ley en inglés, es una ley federal de los Estados Unidos aprobado en 2016 para hacer frente a la crisis económica de Puerto Rico. La ley permite que el gobierno de Puerto Rico entre en un procedimiento de reestructuración de la deuda.Con esta ley el gobierno estableció la Junta de Control Fiscal conocida coloquialmente como "la junta" para supervisar la restructuración de la deuda. El gobierno de Puerto Rico durante la administración de Alejandro García Padilla suspendió los pagos de deuda que el gobierno debía pagar para el 1 de julio del 2016. El plan fiscal aprobado para la junta (2017-2026) propone recortes significativos para los servicios públicos incluyendo educación, salud, y pensiones. Para mayo del 2017 con $123 mil millones en deuda la junta solicitó pidió la asignación inmediata de un juez federal para resolver "el caso de deuda más grande en la historia del mercado de los bonos americanos."